# 落書き色町
『落書き色町』（らくがき いろまち）は、2008年に製作された日本映画。

## あらすじ
今も残る数少ない色町のひとつ「落書き色町」では、傍若無人な娼婦たちが、夜毎、男たちを賑わせている。この町を守るパトロールさん・いっこうは、唯一色町に住むことができる男子である。彼は、時間ができては壁や道路に落書きをして遊んでいる。みねこは、いっこうと話をしたことがなかったが、ある日を境に両想いになる。
落書き色町は景気もよかったが、年頃になると娼婦をやめて嫁いでいく者も多かった。結婚もしたくないみねこや娼婦たちは、澄ました顔をしてお客の喜ぶ女を演じることに飽き飽きしてきていた。ヤミ市で買ったおもちゃ遊びやパトロールさんとする落書きやかくれんぼに没頭し、次第に彼女らにしか通じない言葉を話し始める。現実がどこなのか分からなくなってしまった娼婦たちは、しごと中もお客に遊びを強いたり、よくわからない言葉を話したり、落書きしあいっこをしたり、お客を驚かせる。気付くとお客は来なくなっていた。

## キャスト
- みねこ：ピカチュウ（ex.あふりらんぽ）
- いっこう（パトロールさん）：谷内一光
- 闇市の店主：藤宮隼
- 田下絵梨 ほか

## スタッフ
- 監督・脚本・編集：平岡香純
- 撮影：宮本杜朗
- 助監督：江幡龍・松浦孝・下前依央
- 美術：李朋子　谷川知恵美
- 音楽：畑里智絵　平岡香純　モンモントゥナイト
- 製作・配給：mybrassierefilm

## 上映された主な映画祭
- 第38回ロッテルダム国際映画祭Tiger Award Competition 短編映画コンクール門正式出品
- 第19回調布映画祭グランプリ受賞
- 第7回小津安二郎記念蓼科高原映画祭・短編映画コンクール正式出品(茅野市)
- 第14回Twin Rivers Media Festival グランプリ受賞
- 第41回Humboldt Film FestivalTHE ROMANO ROBERTISINI BANANA SLUG AWARD FOR SURREALISM受賞
- 第14回Bradford International Film Festival（UK） 正式出品
- 第13回OURENSE INTERNATIONAL FILM FESTIVAL（スペイン） 正式出品
- 第12回函館イルミナシオン映画祭招待作品
- 第13回Split Film Festival （クロアチア）正式出品
- 第13回PORTOBELLO FILM FESTIVAL（UK）正式出品
- 第12回Toronto Reel Asian  International Film Festival（カナダ）正式出品
- 第7回International Film Festival of Fine Arts（ハンガリー）正式出品
- 第6回Festival International del Cine Pobre（キューバ）正式出品
- 第6回CinemadaMare Filmfestival（イタリア）正式出品
- 第5回EXiS (Experimental Film and Video Festival in Seoul)（韓国）正式出品
- 第2回International Short Film Festival Kratkofil （ボスニア・ヘルツェゴヴィナ）正式出品
- 第1回International Festival of Films on Tribal Art & Culture（インド）正式出品
- New Beijing International Movie Festival(中外青年申影交流周)（中国）正式出品
- CINEMACITY UP TO 10,000 BUCKS（セルビア）正式出品
- Rodos International Film and Visual Arts festival  ECOFILMS（ギリシャ）正式出品
- Canadian Film Centre’s Worldwide Short Film Festival（カナダ）正式出品
- Strasbourg International Film Festival（フランス）正式出品
- The First and the Last Experimental International Film Festival（オーストラリア）正式出品